# كارل فاغنر (متزلج جماعي)
كارل فاغنر (بالألمانية: Karl Wagner)‏ هو متزلج جماعي نمساوي، (و. 1907  م).

## وصلات خارجية
- كارل فاغنر على موقع أوليمبيديا (الإنجليزية)